# Olympische Winterspiele 1980/Teilnehmer (Island)
| Gelbes Symbol für Goldmedaillen mit stilisierten Olympischen Ringen | Graues Symbol für Silbermedaillen mit stilisierten Olympischen Ringen | Braundes Symbol für Bronzemedaillen mit stilisierten Olympischen Ringen |
| ------------------------------------------------------------------- | --------------------------------------------------------------------- | ----------------------------------------------------------------------- |
| —                                                                   | —                                                                     | —                                                                       |

Island nahm an den Olympischen Winterspielen 1980 in Lake Placid mit einer Delegation von 6 Athleten (5 Männer, 1 Frau) teil. Der Skilangläufer Haukur Sigurðsson wurde als Fahnenträger der isländischen Mannschaft zur Eröffnungsfeier ausgewählt.

## Teilnehmer nach Sportarten

### Ski Alpin
| Damen: - Steinunn Sæmundsdóttir Riesenslalom: 29. Platz Slalom: DNF | Herren: - Sigurður Jónsson Riesenslalom: 35. Platz Slalom: DNF - Björn Olgeirsson Riesenslalom: DNF Slalom: DNF |

### Ski Nordisch

#### Langlauf
Herren:
- Þröstur Jóhannesson
15 km: 51. Platz
30 km: DNF
- Ingólfur Jónsson
15 km: 54. Platz
30 km: 48. Platz
- Haukur Sigurðsson
15 km: 47. Platz
30 km: DNF

## Weblink
- Isländische Olympiamannschaft 1980 in der Datenbank von Sports-Reference (englisch; archiviert vom Original)